# Durius
Durius o Durio es la latinización de una divinidad celta adorada por las tribus celtas de la península ibérica asentadas a lo largo de la ribera del río Duero. Esta, siguiendo la tradición celta de asignar una entidad espiritual a los ríos, era la personificación de dicho río y solía ser representada sosteniendo una red de pesca. En los alrededores de Oporto hay un santuario donde se le rindió culto.
Su nombre deriva de la raíz celta *dubro- y ésta del proto-celta *dur cuyo significado podría ser ‘agua’.